# Fin kert
A Fin kert (perzsa nyelven: باغ فین Bagh-e Fin) Kásánban, Iránban található történelmi perzsa kert. Az 1590-ben befejezett Fin kert Irán legrégebbi fennmaradt kertje.

## Története

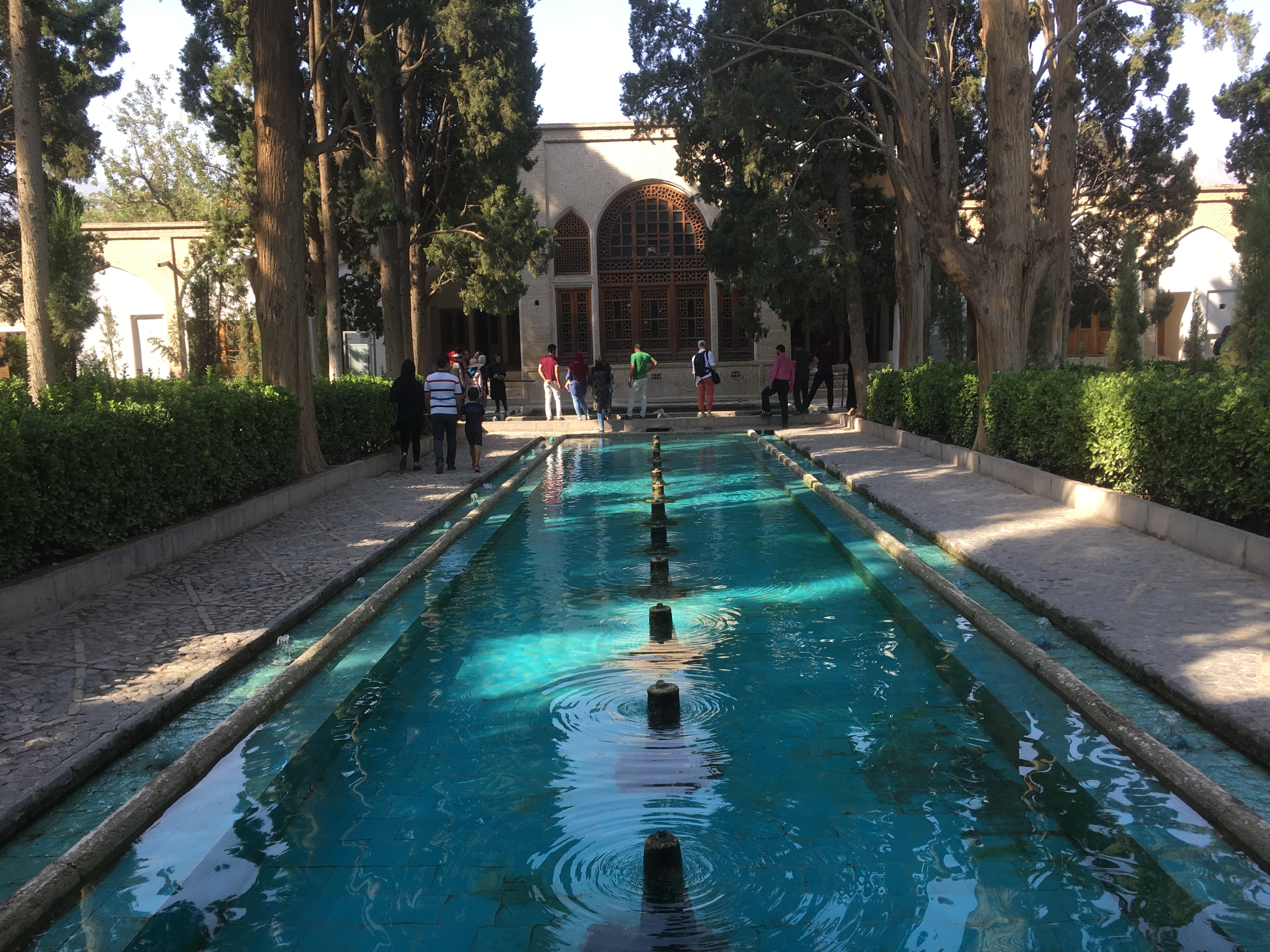

A kert eredete a Szafavida-korszak előtti időkre nyúlik vissza; egyes források szerint a kertet más helyről költöztették át, de erre nem találtak egyértelmű adatot.
A jelenlegi kertet a perzsa I. Abbász uralkodása alatt (1571–1629) építették a Fin fal közelében, néhány km-re délnyugatra Kásántól, majd a Szafavida-dinasztia idején tovább fejlesztették a perzsa II. Abbász (1633–1666) idején. Nagyon elismert volt Fath-Ali perzsa sah uralkodása alatt, és jelentősen bővült.
A kert később elhanyagolódott, és többször is megsérült, míg 1935-ben Irán nemzeti tulajdonába került. 2007. szeptember 8-án a Bagh-e Fin felkerült az UNESCO világörökség javaslati listájára, majd 2012. július 18-ától a kert az UNESCO világörökség része lett.

## Leírása
A kert 2,5 hektáron helyezkedik el, egy négyzet alakú tornyokkal rendelkező bástyák által körülvett fő udvaron. A korszak perzsa kertjeihez hasonlóan a Fin kertben is nagy számban vannak olyan elemek, amelyek kihasználják és felhasználják a vizet és a korszak perzsa kertjeinek sokasága szerint a Fin kert is számos vizes hellyel, tóval, szökőkúttal rendelkezik, melyeket a kert mögötti domboldal forrásai tápláltak, és a víznyomás olyan nagy volt, hogy nagyszámú medence és szökőkút épülhetett fel mechanikus szivattyúk nélkül.
A kertben számos ciprusfa, és más különleges növény található, és egyesíti a Szafavida-, a Zand- és a Kádzsár-időszak építészeti jellemzőit.

## Galéria

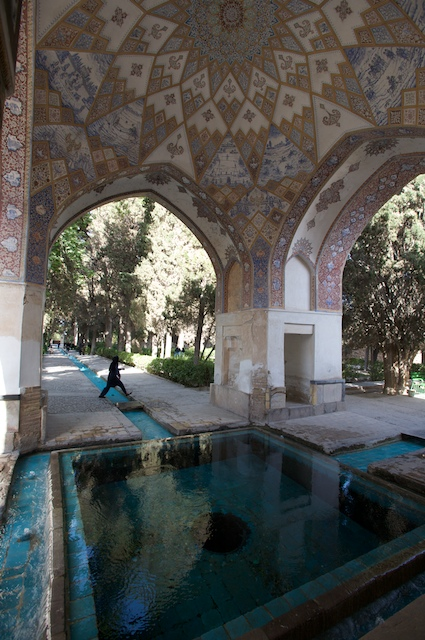
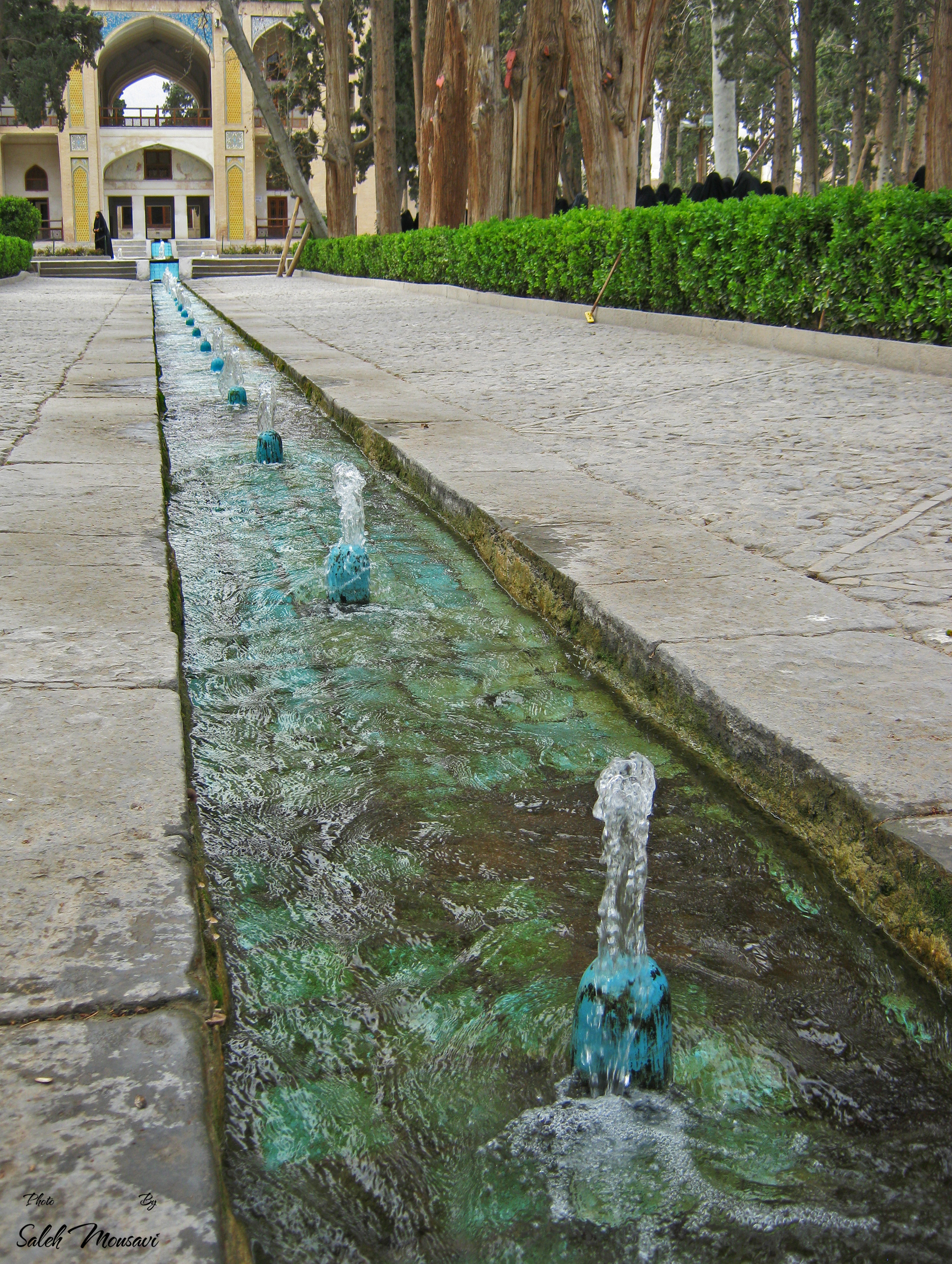
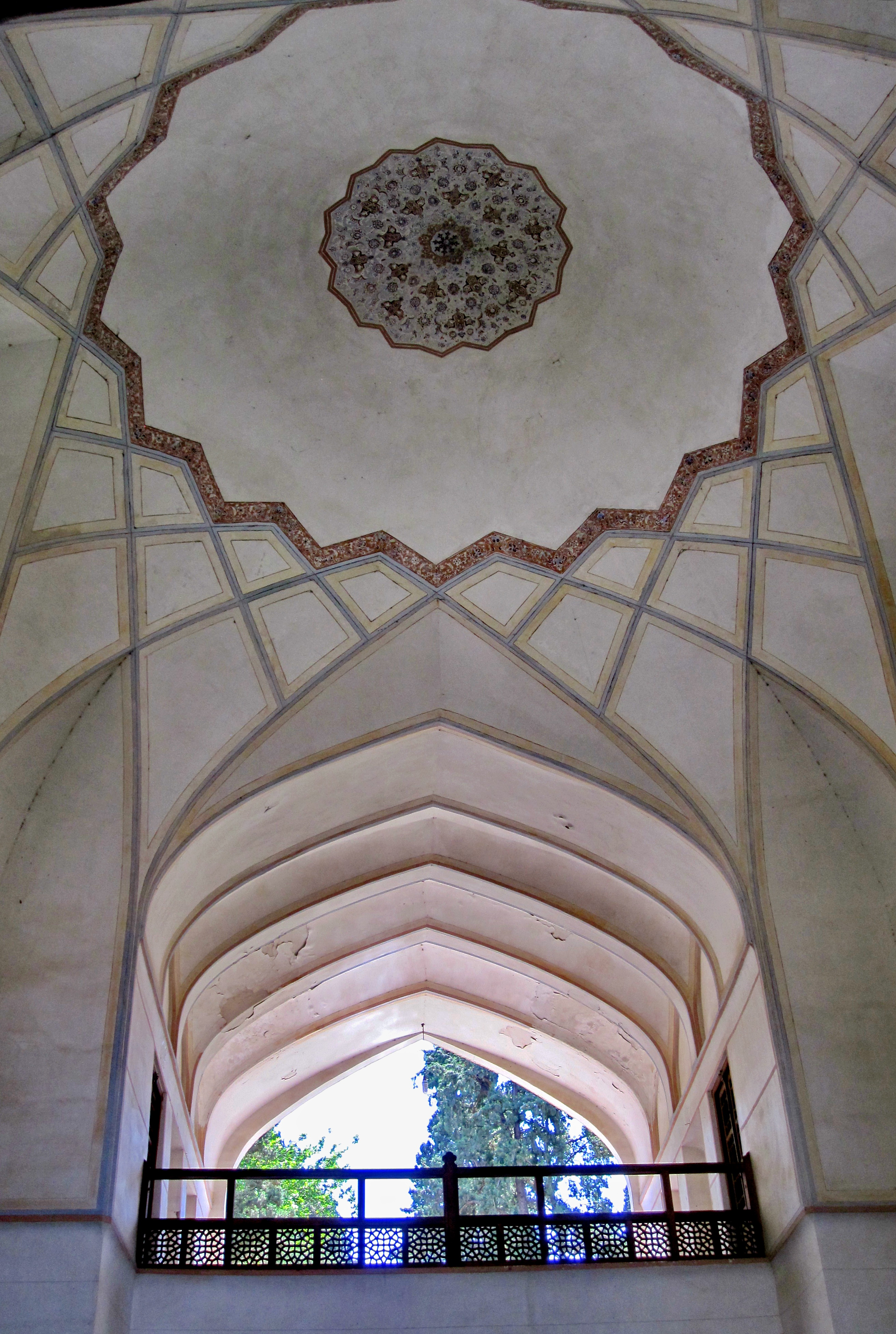
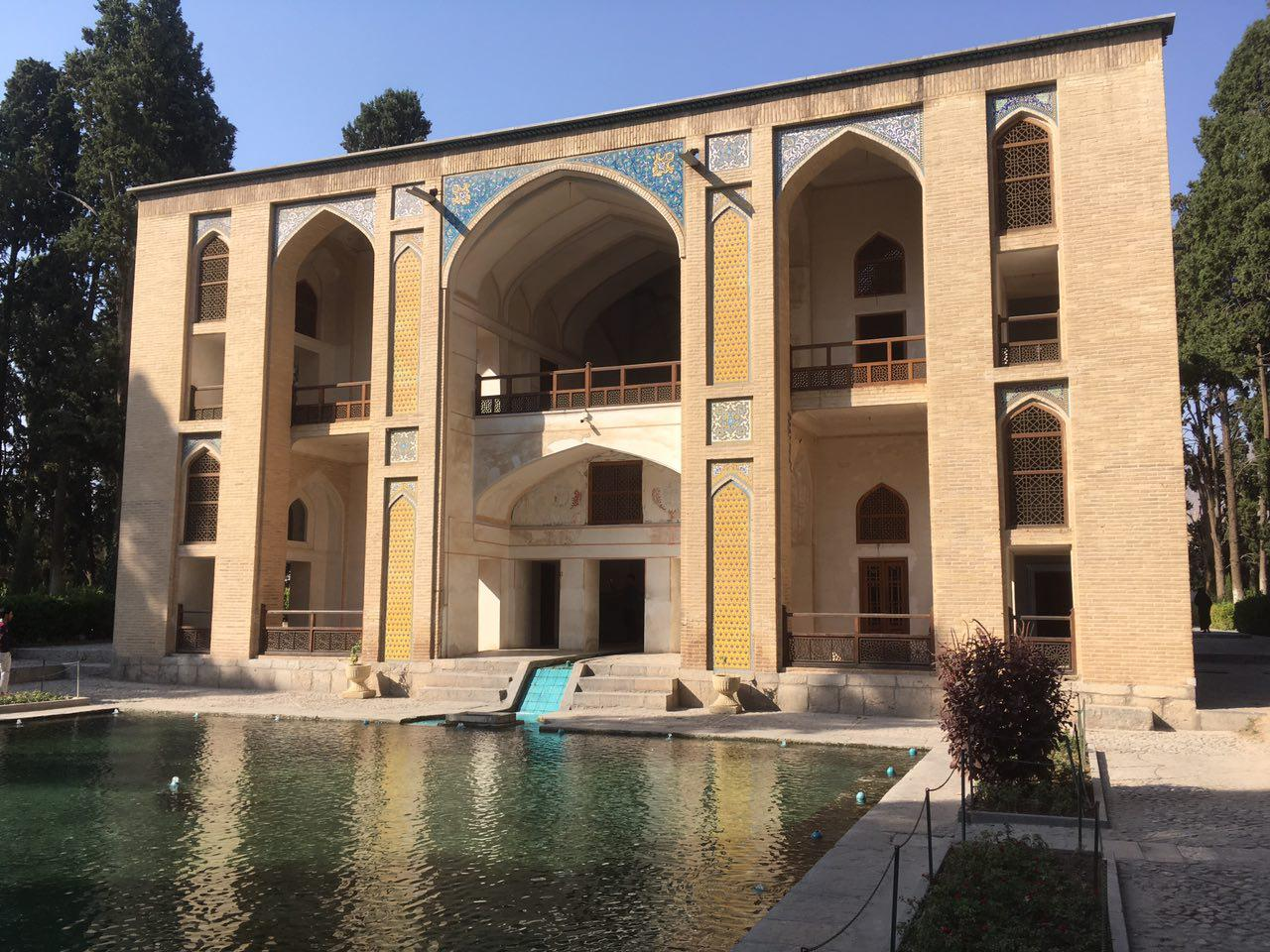
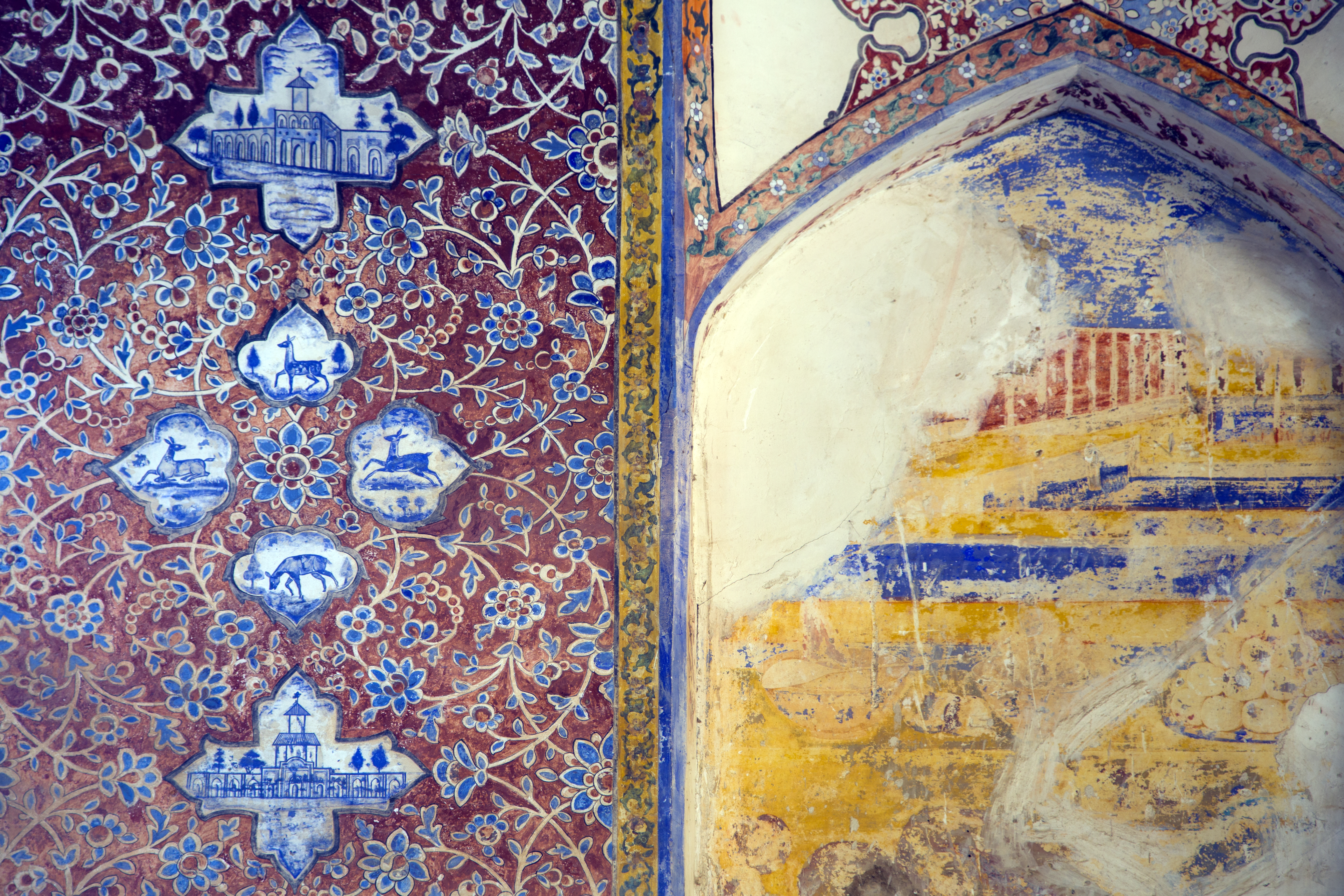
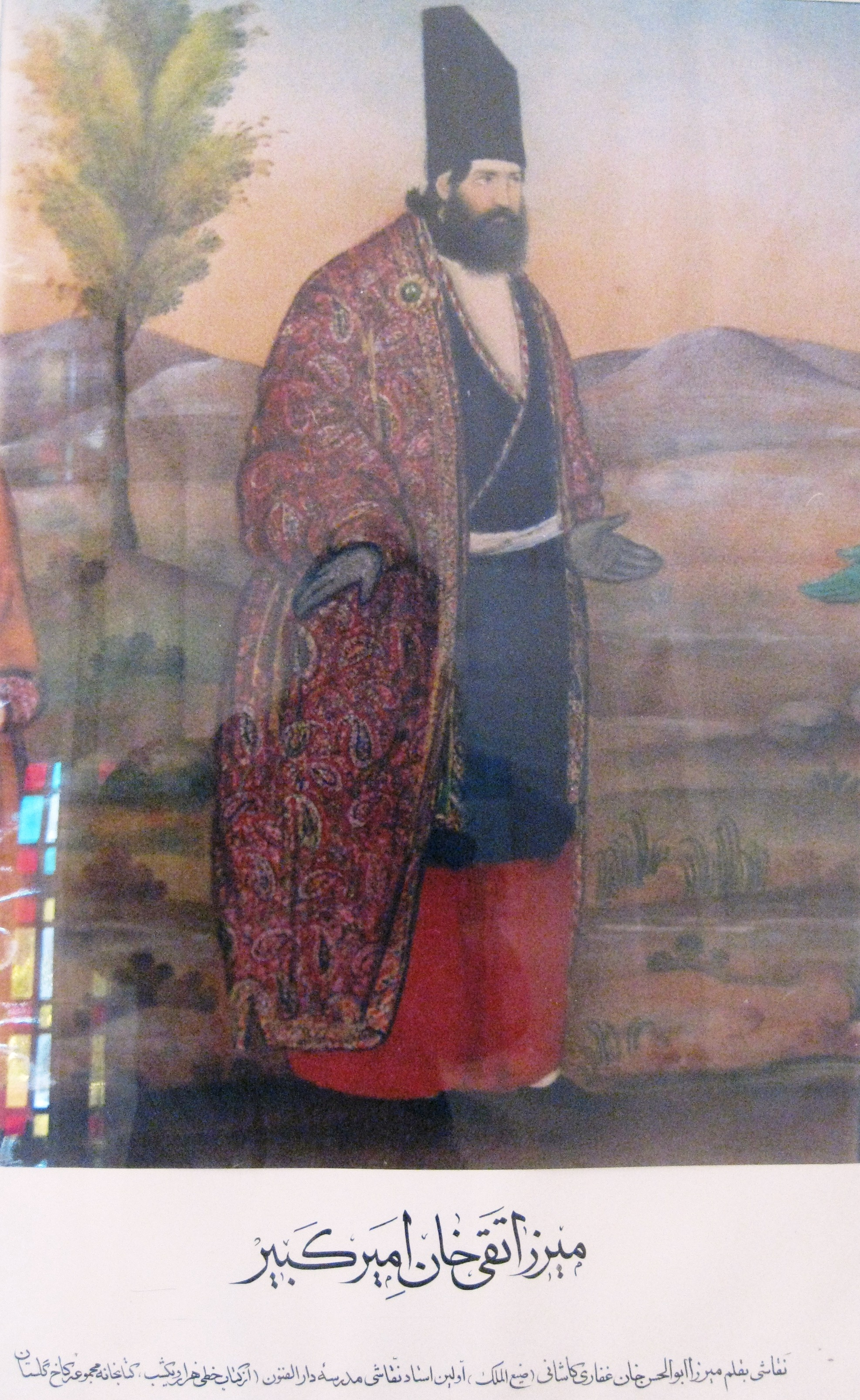
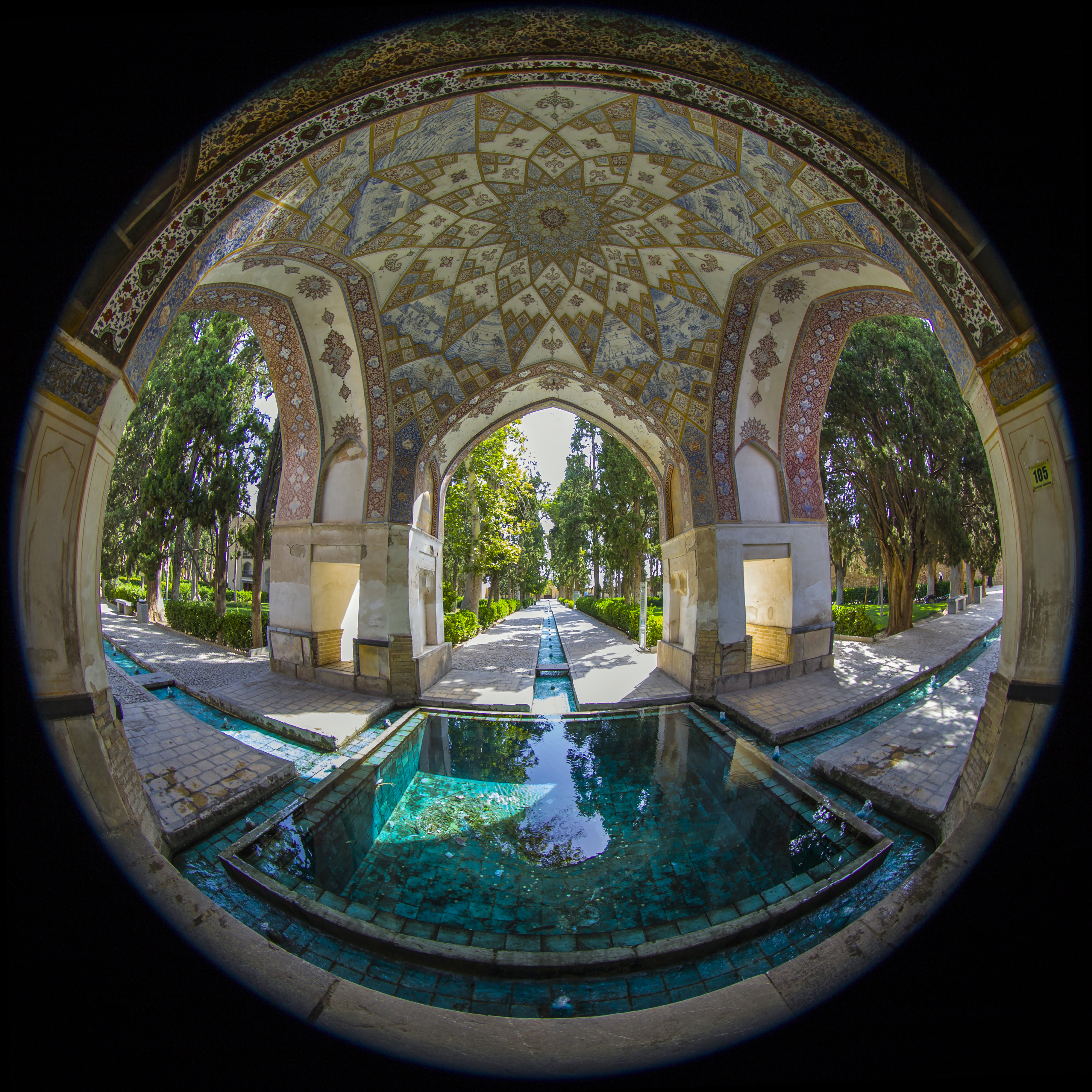
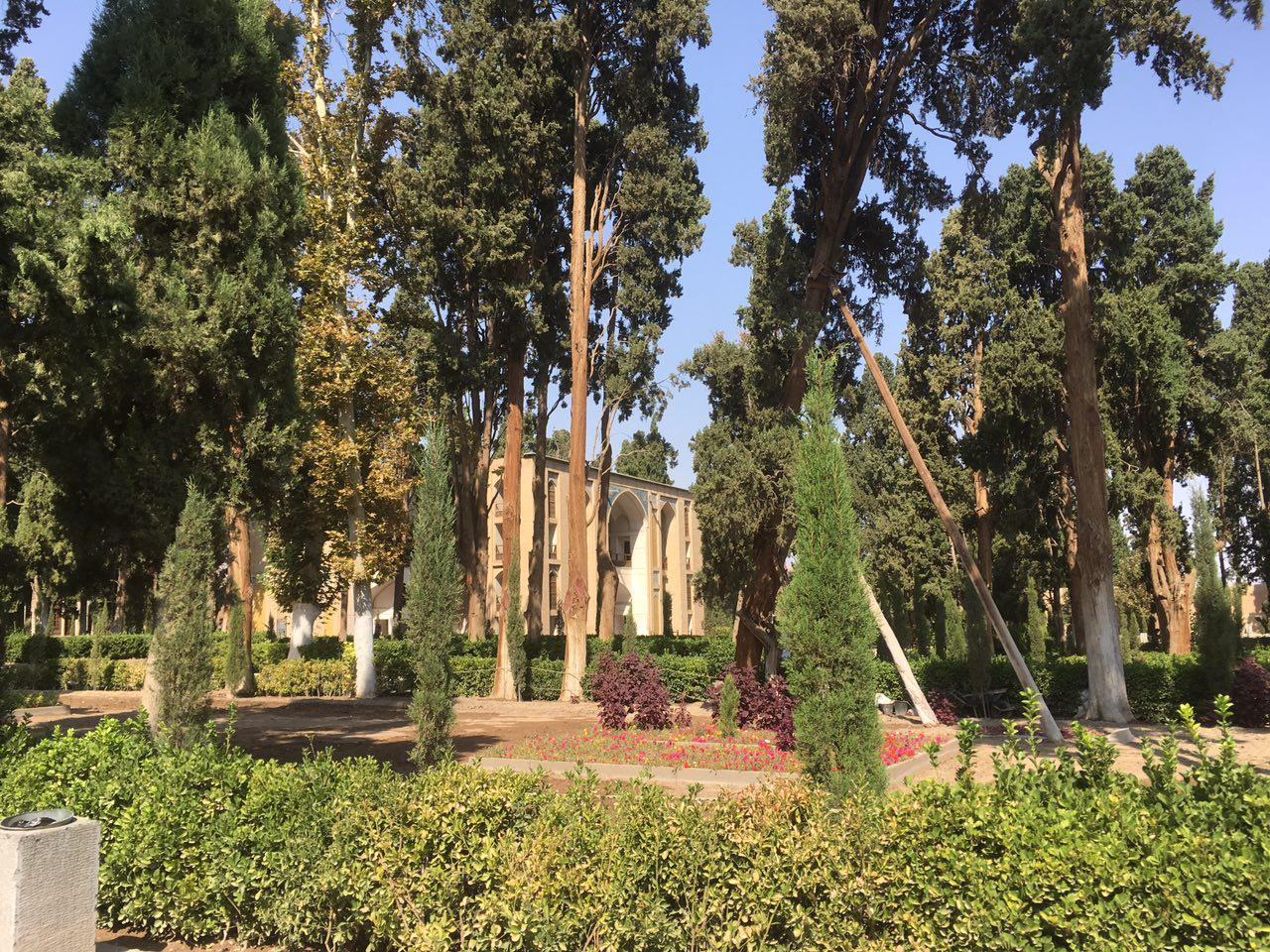
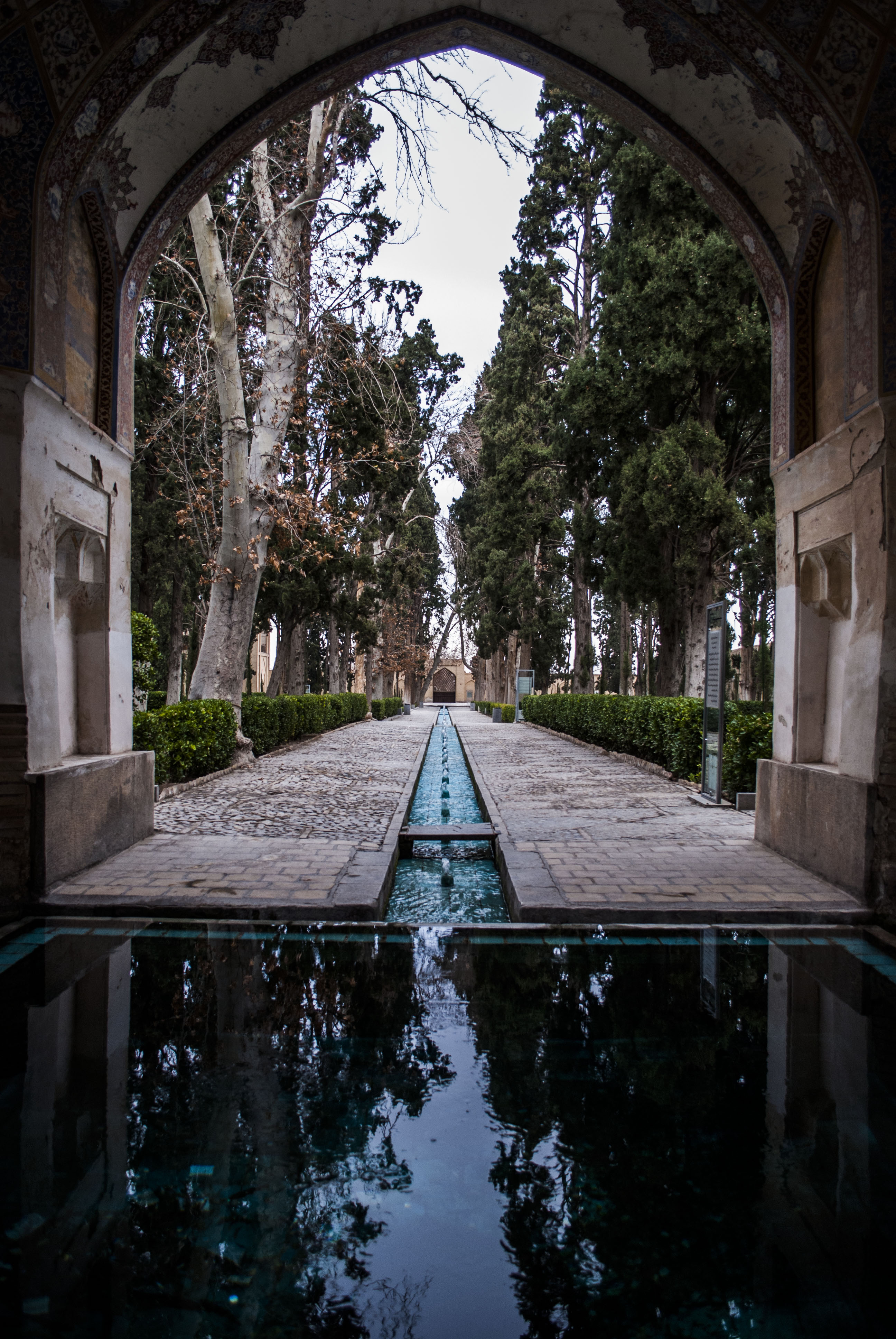
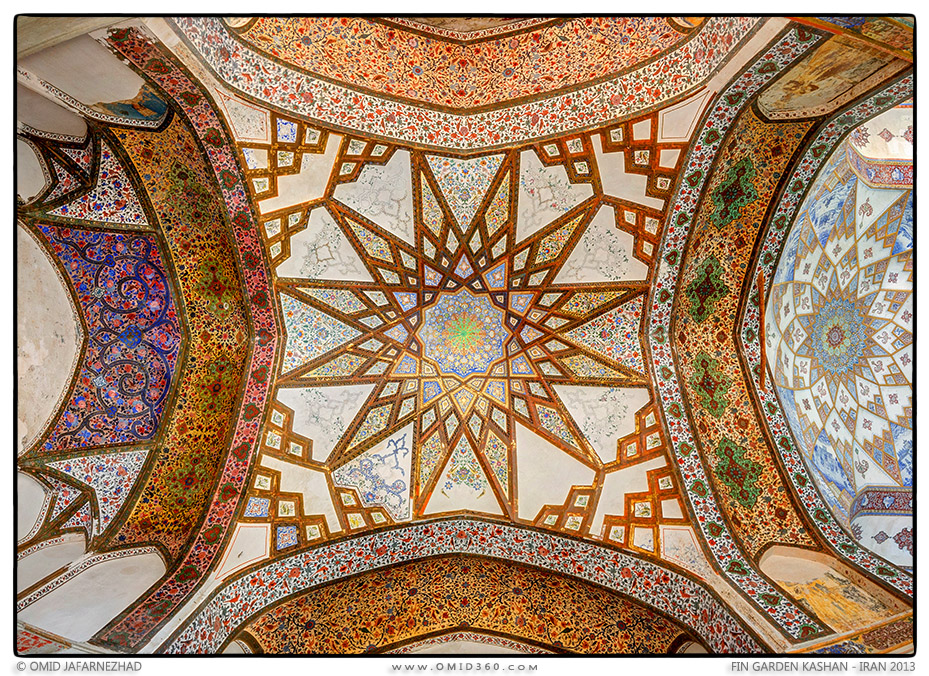
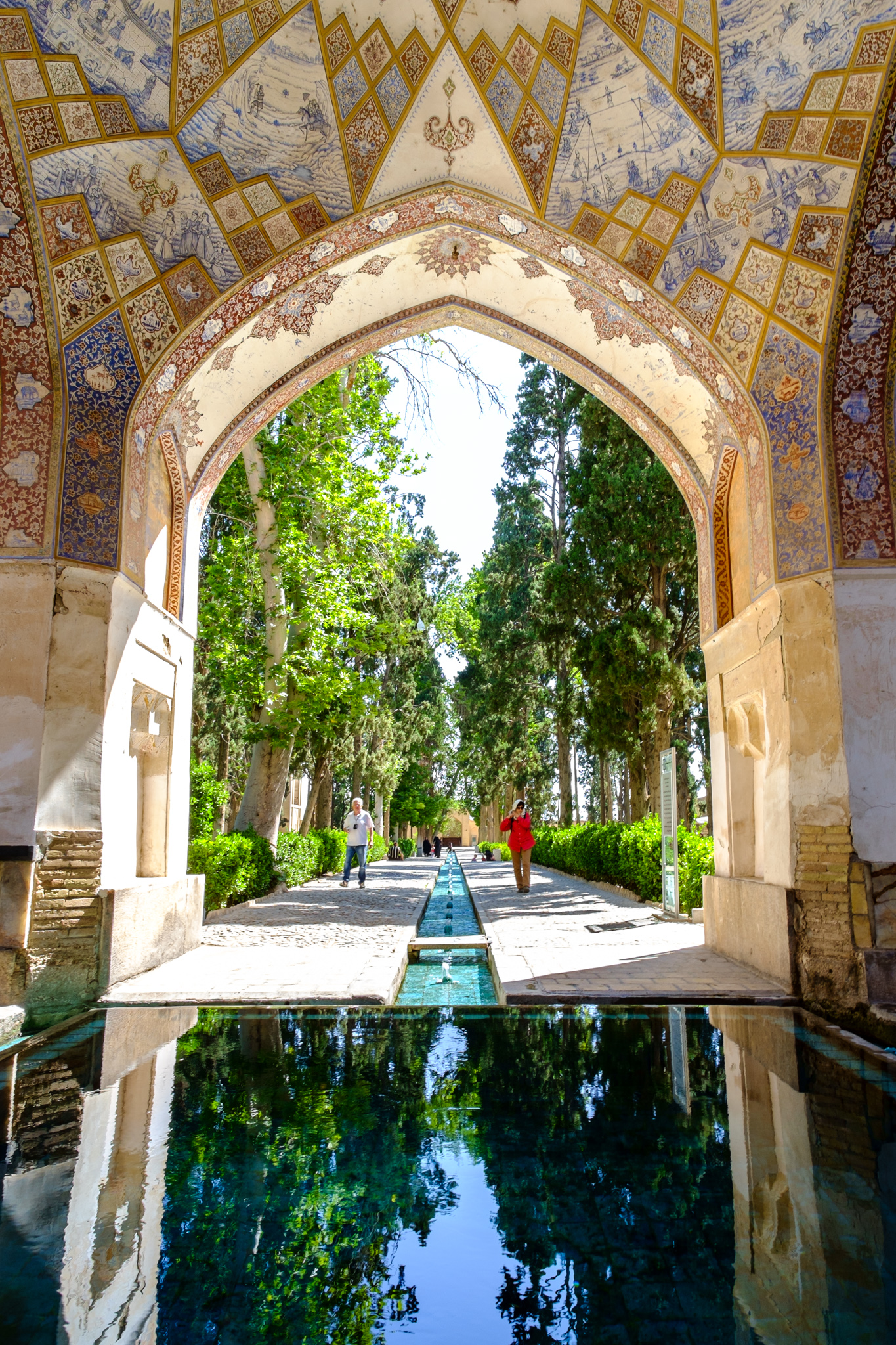
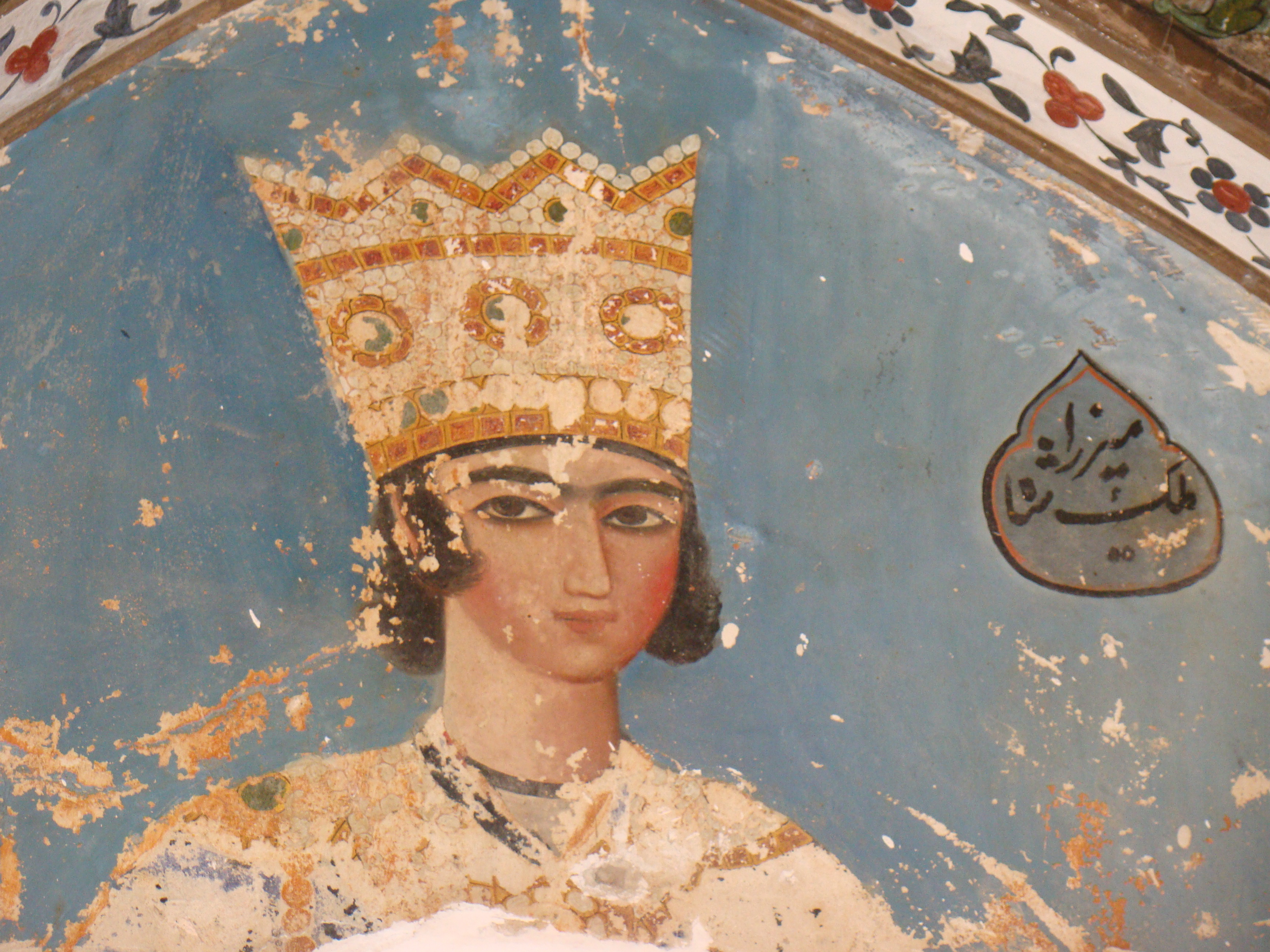
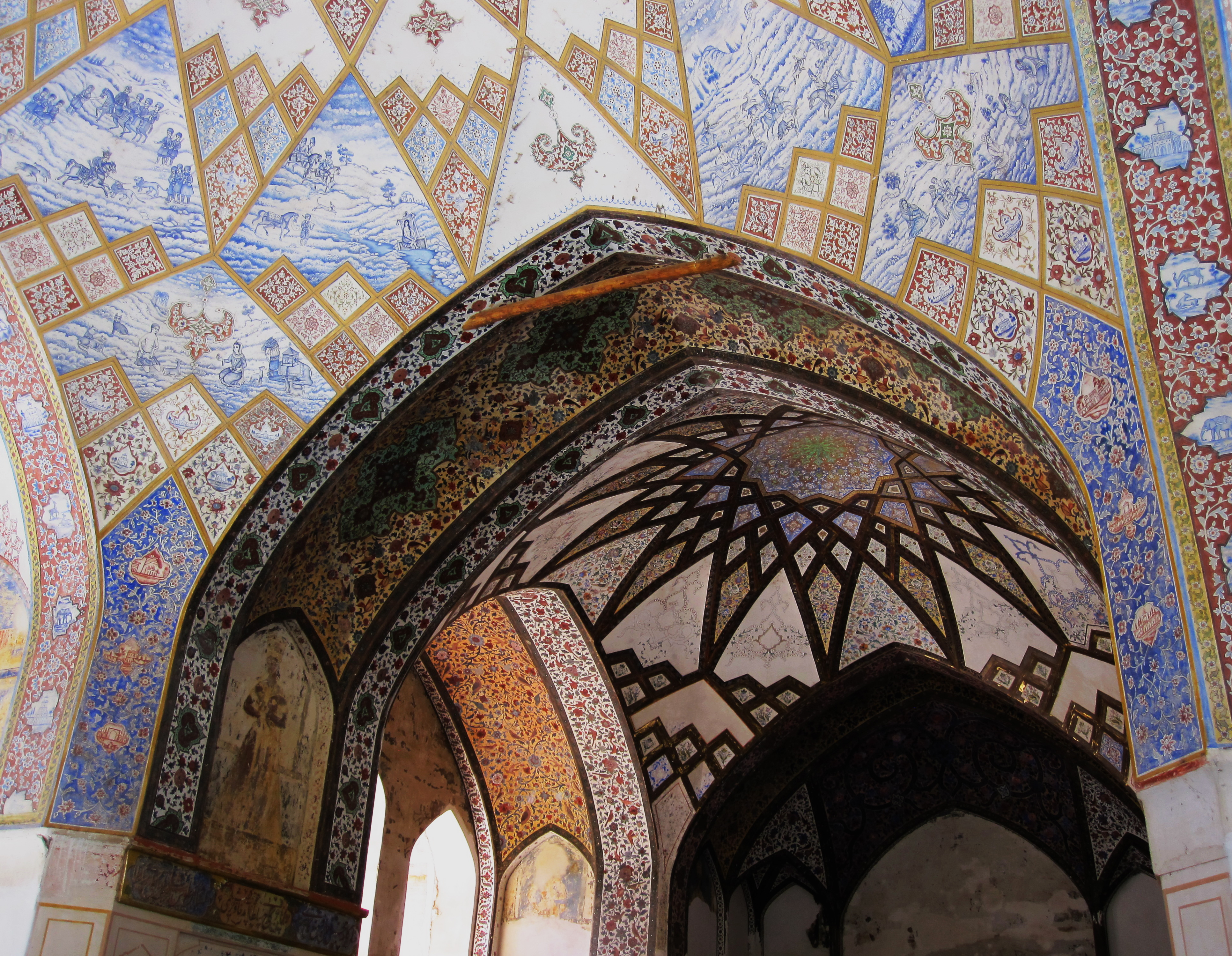
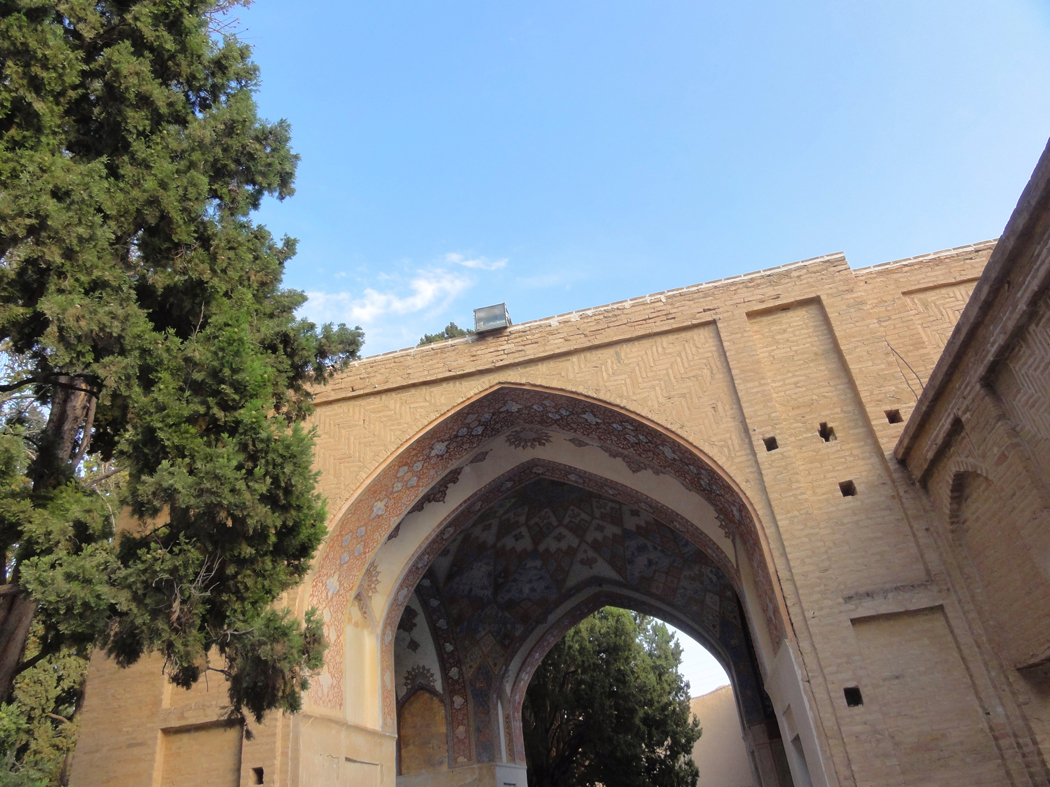
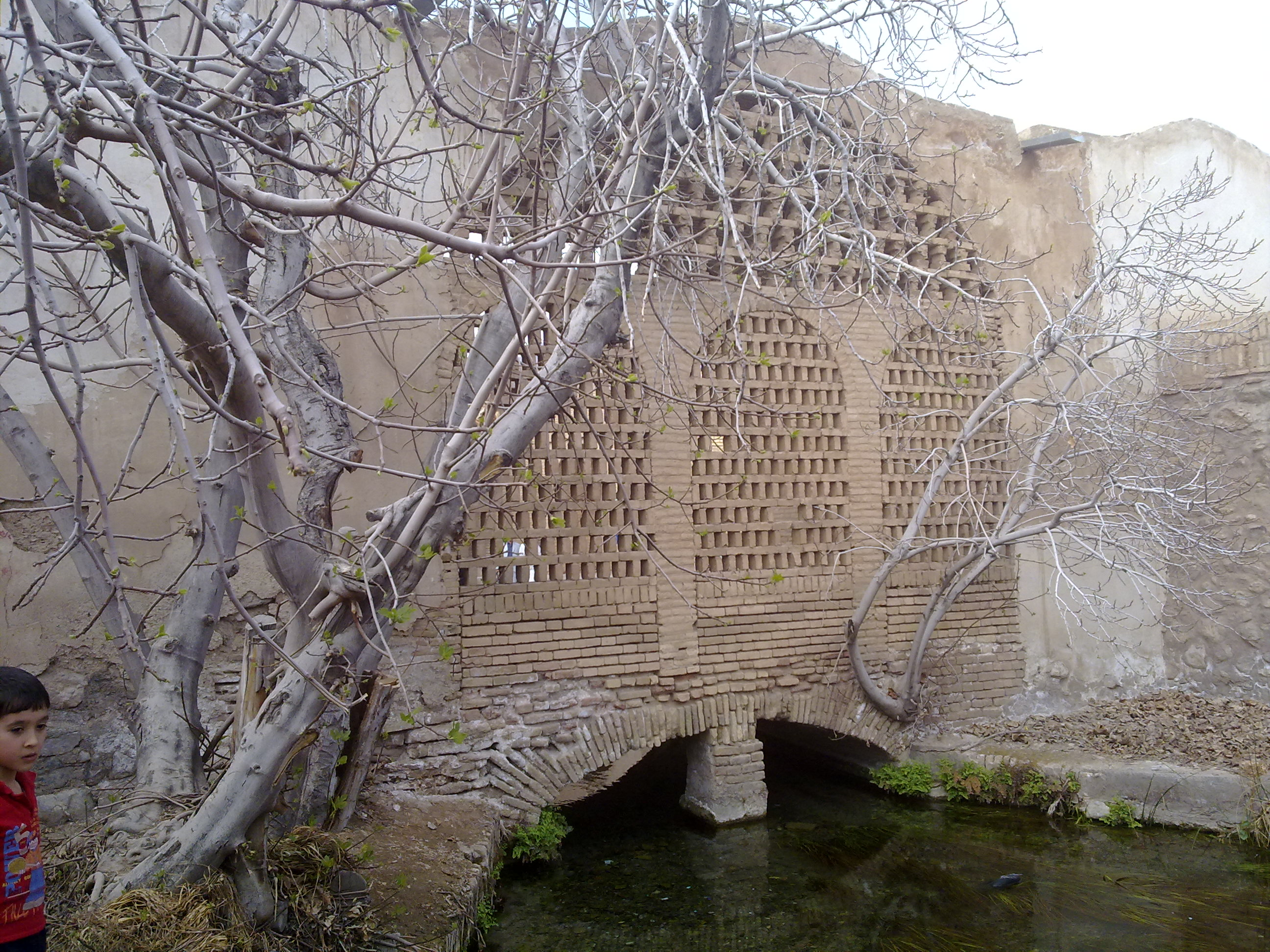
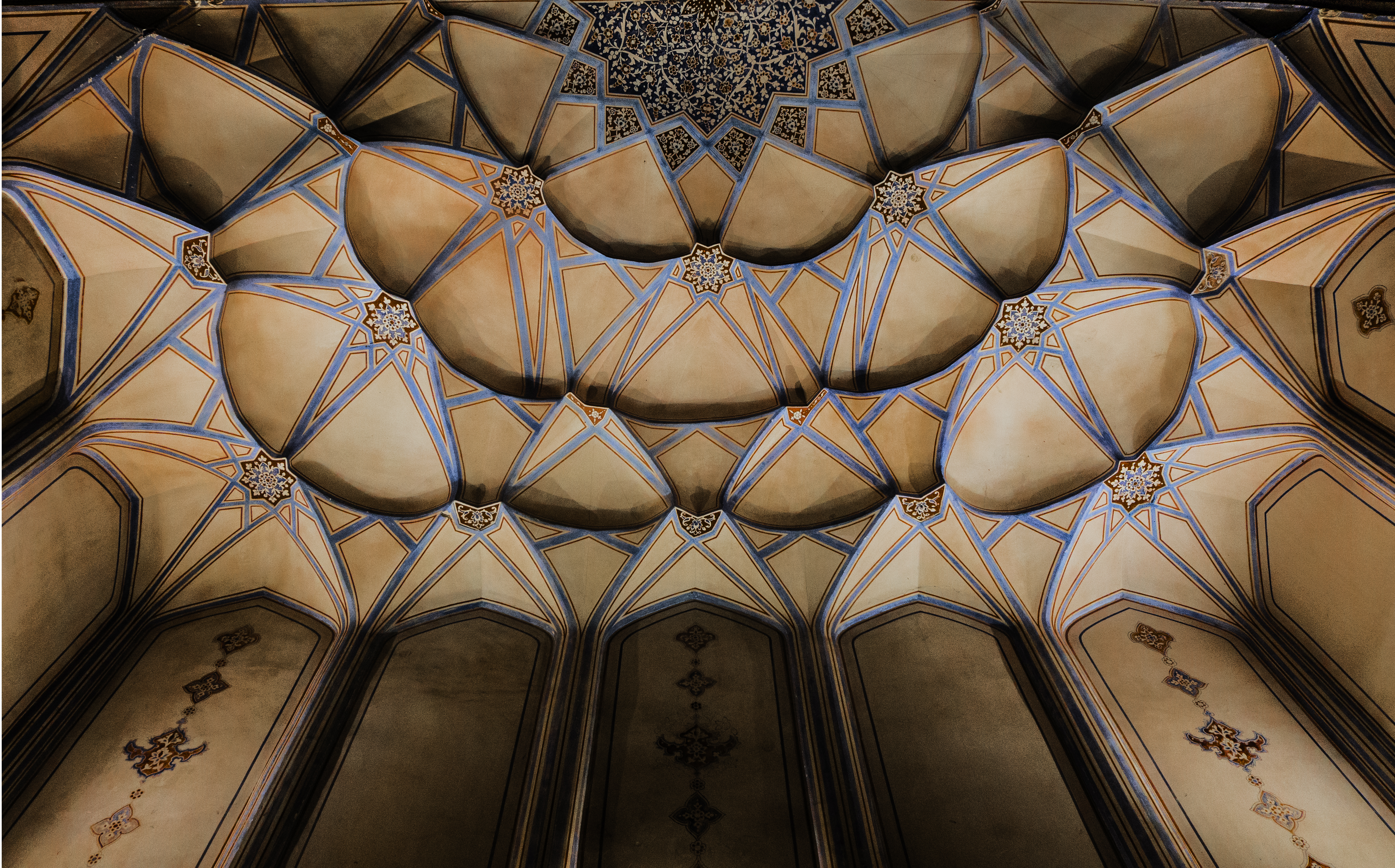